# Římskokatolická farnost Roztoky u Prahy
Římskokatolická farnost Roztoky u Prahy je územním společenstvím Pražské arcidiecéze římskokatolické církve v Roztokách a okolních obcích (mimo Prahy). Duchovním správcem je P. Petr Bubeníček. Nachází se zde dva historické kostely: kostel sv. Klimenta na Levém Hradci, první založený kostel v Čechách, a kostel sv. Petra a Pavla na Budči, nejstarší stojící stavba v Čechách.

## Seznam kostelů ve farnosti
- Roztoky – kostel Narození sv. Jana Křtitele
- Únětice – kostel Nanebevzetí Panny Marie
- Levý Hradec – kostel sv. Klimenta
- Libčice – kostel sv. Bartoloměje
- Noutonice – kostel sv. Jana Křtitele
- Svrkyně – kostel sv. Michala
- Tursko – kostel sv. Martina
- Budeč – kostel sv. Petra a Pavla
- Otvovice – kostel sv. Prokopa

## Historie
Výstavba kostela Narození sv. Jana Křtitele (v Roztokách) začala roku 1854 a bohoslužby se konaly v zámecké kapli. Kostel byl vystavěn z milodarů Roztockých, Žalovských, Husineckých a Lichoceveských obyvatel. V roce 1867 byl kostel vysvěcen biskupem Petrem Krejčím, roku 1879 byl kostel vymalován a z venku vybílen a 1884 byly přidány varhany. Za první světové války byly rozloženy varhany a sundány zvony (pro válečné účely). V meziválečném období se přistavěl mezivchod.

## Akce farnosti
Farnost se zúčastňovala akcí:
- Tichý hlas pro Svatou zemi – každoroční festival za pokoj v Izraeli (založeno roku 2002)
- Sv. Ludmila 1100 let – 1100. výročí svaté Ludmily (založeno roku 2015)
- Svatý rok milosrdenství – odpuštění dluhů, hříchů atd. (od 2015 do 2016)